# Sebastiano Nela
Sebastiano Nela, né le 13 mars 1961 à Rapallo (Italie), est un footballeur Italien, qui évoluait au poste de défenseur. Au cours de sa carrière il évolue au Genoa, à l'AS Rome et à Naples ainsi qu'en équipe d'Italie.
Nela ne marque aucun but lors de ses cinq sélections avec l'équipe d'Italie entre 1984 et 1987.

## Biographie
Sebastiano Nela est né en Ligurie de parents sardes originaires de la commune de Chiaramonti. Il fait ses débuts en professionnel avec l’équipe du Genoa avec laquelle il dispute trois saisons en Serie B, accumulant 70 présences en obtenant la promotion en Serie A au terme de la saison 1980-1981. L'été suivant, il rejoint l'AS Rome.
Il fait ses débuts en première division avec les Giallorossis à 20 ans, le 1" septembre 1981. Avec l'équipe romaine il remporte le Scudetto en 1983. Il contribue grandement au titre en enchainant les bonnes prestations au cours de la saison, malgré le fait qu'il soit gaucher, Nela fut principalement utilisé en tant qu'arrière droit.
Il quitte la Roma en 1992, après avoir également glané trois coupes d'Italie en 1984, 1986 et 1991. Nela rejoint le club du Napoli, avec lequel il terminera sa carrière professionnelle au terme de la saison 1994. Au total, Nela à disputé 315 match et marqué 16 buts en Serie A ainsi que 70 match pour 6 buts en Serie B.
Au cours de la saison 1995-1996, il fait un bref retour sur les terrains, s’engageant avec l'équipe amateure de Civitavecchia, pour finalement mettre fin définitivement à sa carrière de footballeur au terme de cette saison.

## Carrière
- 1978-1981 :  Genoa
- 1981-1992 :  AS Rome
- 1992-1994 :  Naples[1]

## Palmarès

### En équipe nationale
- 5 sélections et 0 but avec l'équipe d'Italie entre 1984 et 1987.
- Huitième de finaliste à la coupe du monde 1986.
- Quatrième aux Jeux olympiques de Los Angeles en 1984.

### Avec l'AS Rome
- Vainqueur du Championnat d'Italie en 1983.
- Vainqueur de la Coupe d'Italie en 1984, 1986 et 1991.